# Volcan Tromen
Le Tromen est un stratovolcan d'Argentine situé en province de Neuquén, au sein du parc provincial du Tromen. Il s'appelle aussi Pun Mahuida, ce qui en mapudungun signifie « montagne noire » ou « couverte de nuages ».

## Histoire
La dernière éruption s’est produite en 1822. Un père jésuite qui fit un long voyage évangélisateur dans la région en 1752, le père Bernhard Havestadt, passa près de ce volcan et le décrivit dans son journal comme fumant et rejetant des flammes.